# Tomorrowland (Disney)

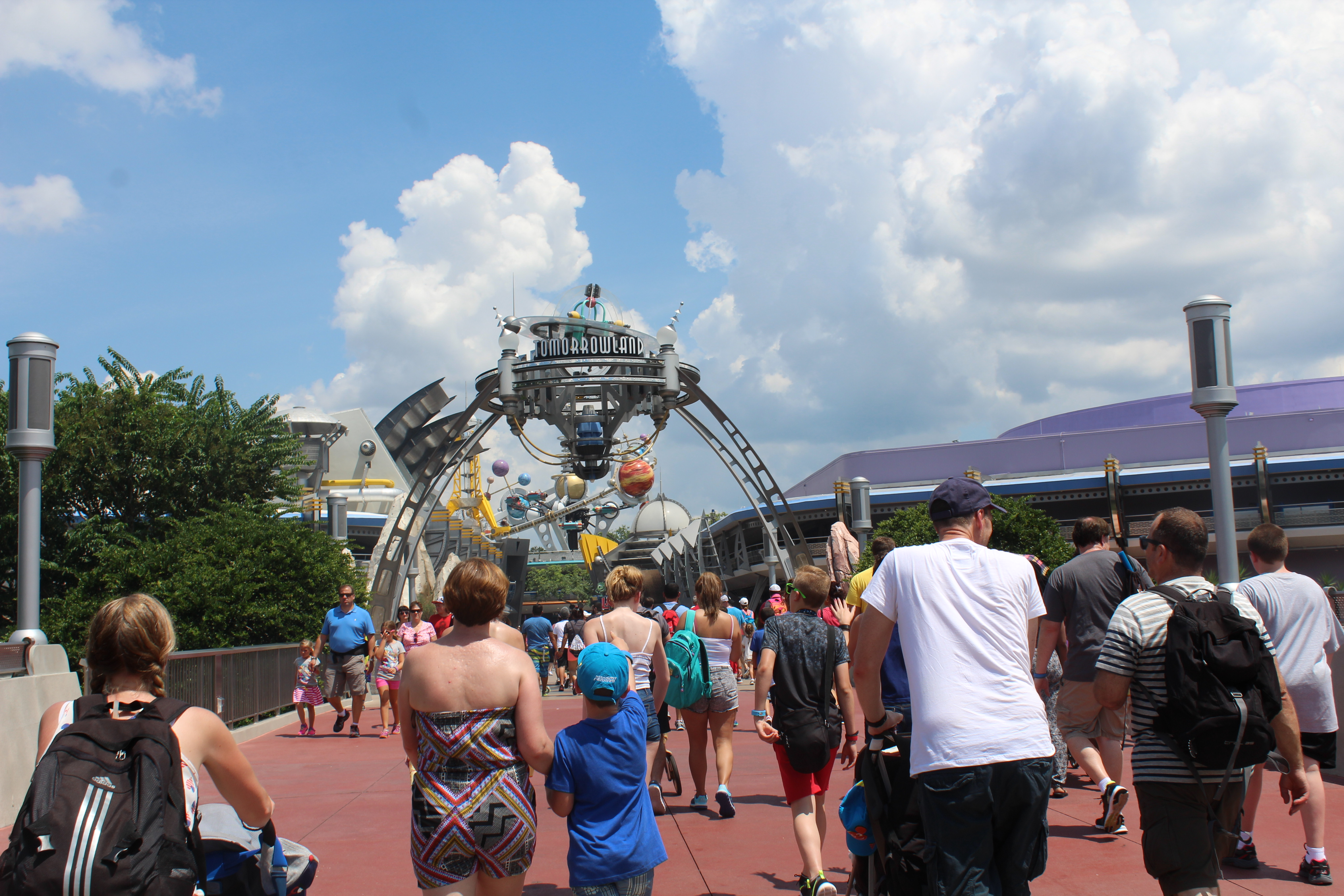
Entrada da Tomorrowland da Magic Kingdom em 2016

Tomorrowland é uma "terra temática” apresentada nos parques temáticos da Disney no estilo Magic Kingdom em todo o mundo, de propriedade ou licenciados pela The Walt Disney Company. Cada versão da terra é diferente e apresenta várias atrações que retratam visões do futuro. O Disneyland Park na França inclui uma área semelhante chamada Discoveryland, que compartilha alguns elementos com outras Tomorrowlands, mas enfatiza as visões do futuro inspiradas em Júlio Verne.
Walt Disney era conhecido por suas visões futuristas e, por meio de seus programas de televisão, mostrou ao público americano como o mundo estava caminhando para o futuro. Tomorrowland foi o ponto culminante de suas visões. Em suas próprias palavras: "O amanhã pode ser uma era maravilhosa. Nossos cientistas de hoje estão abrindo as portas da Era Espacial para conquistas que beneficiarão nossos filhos e as gerações futuras. As atrações de Tomorrowland foram projetadas para dar a você a oportunidade de participar de aventuras que são um projeto vivo do nosso futuro".
A Tomorrowland da Disneyland está agora em sua terceira geração, e a Tomorrowland do Magic Kingdom está em sua segunda. A Walt Disney Company mencionou que queria evitar que a Tomorrowland se tornasse a "Yesterdayland". Como uma piada autorreferencial nessa linha, o filme lançado pela Walt Disney Animation Studios em 2007, Meet the Robinsons (que se passa principalmente no ano de 2037), apresenta um parque de diversões chamado Todayland, com brinquedos semelhantes à Space Mountain e aos Rocket Jets originais da Disneyland.

## Disneyland
Uma vista em um mundo de ideias maravilhosas, significando as conquistas do homem... Um passo para o futuro, com previsões de coisas construídas que estão por vir. O amanhã oferece novas fronteiras em ciência, aventura e ideais. A Era Atômica, o desafio do Espaço Sideral e a esperança de um mundo pacífico e unificado.
Durante a dedicação, Walt Disney começou a falar, foi informado de que ainda não estava no ar e teve que recomeçar quando os telespectadores estavam assistindo.

### História

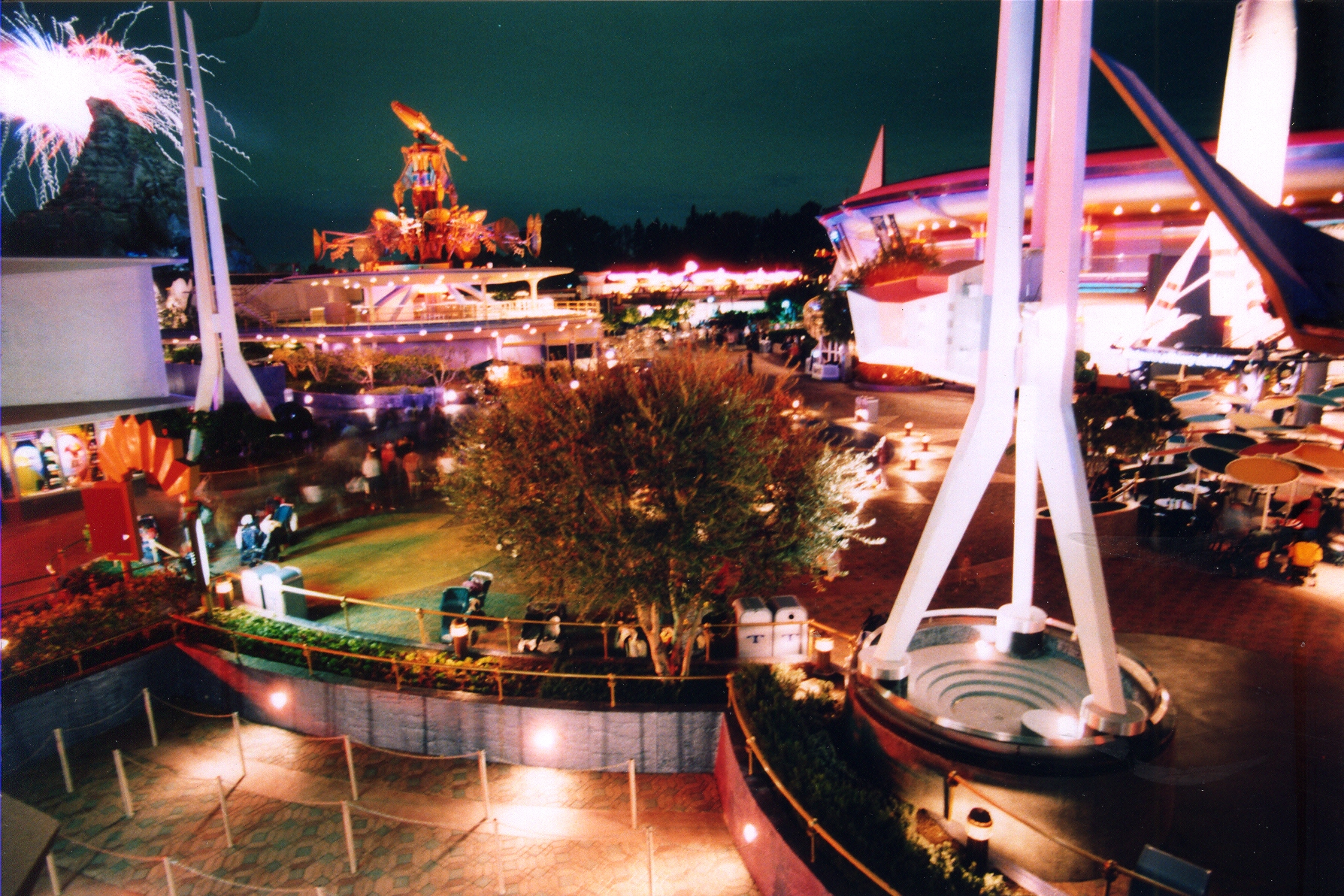
Tomorrowland tirada da fila da Space Mountain. Foto de Mike Johansen.

#### Primeira Tomorrowland 1955-1966: A encarnação "original" da Tomorrowland
A primeira Tomorrowland foi inaugurada na Disneyland em 17 de julho de 1955, com apenas algumas das atrações planejadas abertas, devido a cortes no orçamento. A construção do parque foi apressada, de modo que a Tomorrowland foi a última área a ser concluída. Ele se tornou uma espécie de vitrine corporativa, apesar da relutância de Walt Disney. A Monsanto Company, a American Motors, a Richfield Oil e a Dutch Boy Paint foram algumas das muitas empresas que abriram vitrines na Tomorrowland nos primeiros anos.
Como o parque estava com um orçamento apertado, uma ideia de redução de custos foi reutilizar os cenários do Nautilus do filme 20.000 Léguas Submarinas, de 1954, da Disney, como uma atração de passeio. Essa atração permaneceu aberta até 1966. Nos primeiros quatro anos, a maior parte da Tomorrowland era geralmente um espaço aberto e considerado muito corporativo. Entretanto, a área ganhou mais atrações com o passar do tempo, muitas das quais foram removidas.
Quando a Disneyland foi inaugurada, a Tomorrowland representava o futuro no ano de 1986.
A peça principal da Tomorrowland era o TWA Moonliner, derivado dos episódios de televisão "Man In Space" da Disney desenvolvidos na década de 1950. O Moonliner era a estrutura mais alta do parque na época, mais alta até do que o ícone do parque, o Castelo da Bela Adormecida. O Moonliner abrigava o Rocket To The Moon, que era um passeio até a lua. O espetáculo da entrada era o relógio do mundo, que mostrava a hora em qualquer lugar da Terra. O edifício de exposições ao norte abrigava o Circarama U.S.A., que exibia filmes em nove telas, e a estação espacial X-1, que mostrava uma visão de satélite da América. O prédio de exposições ao sul exibia o Monsanto Hall of Chemistry, que era um passeio a pé sobre química.  A Autopia, uma atração do dia da inauguração, dava aos visitantes uma visão do Interstate Highway System que seria construído no futuro. A atração continua aberta até hoje, embora tenha sido modificada e reconstruída várias vezes. Essa é a única atração em Tomorrowland que está aberta desde o dia da inauguração.
Várias novas atrações foram inauguradas em 1955. Entre elas estavam Tomorrowland Boats, The World Beneath Us, que mostrava a geologia da Terra, e o Aluminum Hall of Fame, patrocinado pela Kaiser Aluminum. A última atração da Tomorrowland a ser inaugurada em 1955 foi o The Flight Circle, que mostrou modelos de aviões, barcos e carros movidos a metanol.
Em 1956, o Tomorrowland Boats passou a se chamar Phantom Boats e foi fechado no final do ano. A Dutch Boy Color Gallery foi inaugurada em 1956, patrocinada pela Dutch Boy Paint. Duas grandes atrações foram inauguradas em 1956: o Astro Jets, onde os visitantes podiam pilotar seus próprios foguetes, e o Skyway to Fantasyland, onde os visitantes andavam de "Buckets" até a Fantasyland.
Em 1957, foi construída a Monsanto House of the Future, uma casa de plástico com quatro alas em balanço a partir de um pedestal central. Essa atração era semelhante às precursoras das Feiras Mundiais anteriores, embora fossem simplesmente casas mobiliadas com conveniências modernas e destinadas às donas de casa. A atração da Disneyland exibia comodidades como telefones com foto e controles remotos de televisão, além de apresentar a muitas pessoas o primeiro forno de micro-ondas. Também foi inaugurado o Viewliner, onde os visitantes podiam andar no "trem em miniatura mais rápido do mundo". Ela fechou no ano seguinte, tornando-se a atração da Disney de vida mais curta de todos os tempos.
Em 1959, três grandes atrações, as primeiras atrações do parque com E ticket, foram inauguradas na Tomorrowland. Eram o Disneyland Monorail, o Submarine Voyage e o Matterhorn Bobsleds (que mais tarde se tornou parte da Fantasyland). Esses acréscimos foram coletivamente tão grandes em escopo que foram televisionados como a segunda inauguração da Disneyland. Novas atrações surgiram e outras desapareceram quando Walt Disney concentrou seus esforços na Feira Mundial de Nova Iorque de 1964–65. Após o encerramento da feira, ele voltou sua atenção para uma nova Tomorrowland e para o Projeto Flórida, que mais tarde se tornaria o Walt Disney World.

#### Tomorrowland 1967–1997: "Nova Tomorrowland"

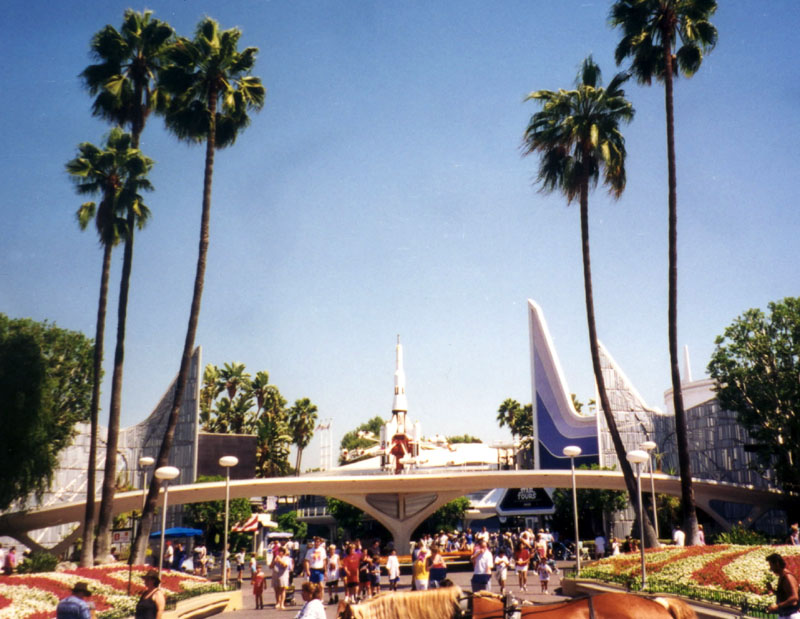
Entrada da Tomorrowland da Disneyland em 1996, antes da reforma de 1998

Em 1966, a Tomorrowland estava ficando rapidamente ultrapassada. A maioria de suas atrações estava lá apenas como propaganda de vários patrocinadores, como a Monsanto, apesar da expansão da Tomorrowland em 1959. Em 1967, a área foi totalmente reconstruída com novas atrações e cenários. O layout original foi demolido, com algumas exceções, e um novo conjunto de edifícios foi erguido. A adição do Carousel of Progress, Adventure Thru Inner Space, um auditório Circle-Vision melhorado e maior, Flight to the Moon e o PeopleMover ajudaram a dar à Tomorrowland o tema "World on the Move" (Mundo em movimento).
Em 1973, "O mundo em movimento" começou a mudar. A General Electric decidiu fechar o Carousel of Progress, que mais tarde foi reaberto em uma nova casa no Walt Disney World em 1975, como parte de sua expansão. Em 1974, com a aproximação do Bicentenário Americano, os designers da Disney aproveitaram a oportunidade do teatro do carrossel vazio para apresentar uma grande extravagância musical chamada America Sings, com 114 animatrônicos de áudio. No ano seguinte, Flight to the Moon foi atualizado para Mission to Mars, já que os voos reais para a Lua haviam se tornado realidade desde a construção do primeiro.
Em 1975, foi iniciada a construção do "Porto Espacial" proposto por Walt Disney em 1965. Em maio de 1977, esse projeto foi aberto ao público como Space Mountain. No mesmo ano, o Super Speed Tunnel foi adicionado como parte da experiência do Peoplemover, pois o modelo do Epcot que estava no prédio foi transferido para a Flórida.
Em 1984, o Circle-Vision 360 recebeu um novo relato de viagem dos Estados Unidos, para substituir o antigo filme "America The Beautiful" - American Journeys.
Em 1986, duas novas atrações foram instaladas em Tomorrowland: Star Tours e Captain EO. O Captain EO substituiu o Space Stage em setembro de 1986, e o Star Tours substituiu o Adventure Thru Inner Space em janeiro de 1987. Além do fechamento do Skyway em 1994, o Tomorrowland permaneceu praticamente inalterado durante a maior parte da década seguinte até ser reformulado em 1998.
Em 1993, a The Walt Disney Company planejou uma grande reforma, a "Tomorrowland 2055". Essa Tomorrowland foi planejada para ter um tema mais extraterrestre e substituiria a Mission to Mars pela ExtraTERRORestrial Alien Encounter. Em 1994, no entanto, esse plano foi descartado devido ao fraco desempenho financeiro inicial da Euro Disneyland.

#### 1995-1998: "Tomorrowland em declínio"
De 1995 a 1998, várias atrações da Tomorrowland foram planejadas para serem fechadas ou remodeladas. O Peoplemover, The Rocket Jets, Mission to Mars, Circle-Vision 360, Captain EO e Starcade foram permanentemente fechados ou planejados para reforma. Nessa época, a maioria dessas atrações ficou desocupada ou isolada do público.
Em 1995, o custo de um passe de um dia para adultos na Disneyland era de US$ 34,00 (US$ 70 em dólares de 2024), e o Passe Anual da Disneyland era de US$ 99,00 (US$ 204 em dólares de 2024). Havia apenas um tipo de passe anual - ao contrário do atual sistema em camadas - e muitos moradores do sul da Califórnia tinham passes. O Tomorrowland rapidamente se tornou um ponto de encontro local para muitos adolescentes do ensino fundamental e médio que residiam no sul da Califórnia. Os adolescentes se reuniam perto do Tomorrowland Terrace, que apresentava uma banda ao vivo todas as noites.
O Tomorrowland tornou-se tão sinônimo de adolescentes do sul da Califórnia naquela época que bandas populares começaram a fazer referência à cena local em suas músicas. O grupo local de ska rock da área de Anaheim, No Doubt, batizou seu terceiro álbum de 1995 de "Tragic Kingdom", no qual a faixa final (também intitulada Tragic Kingdom) começa com o som ambiente de música fraca e convidados do parque embarcando no Snow White's Scary Adventures, e uma voz masculina pré-gravada e sinistra anuncia "Remain seated please; permanecer sentados por favor..." Assim que a música começa, ouve-se o grito icônico da Bruxa Má caindo para a morte (como no filme da Disney Branca de Neve e os Sete Anões). O primeiro verso da música diz "Era um lugar mágico; com o tempo, ele se perdeu. O preço aumentou o custo, e agora a fortuna do reino está trancada em seus cofres de calabouço". Em referência à Main Street Electrical Parade da Disneyland, outra seção lamenta: "A parada que é elétrica, não serve a nenhum propósito real; apenas consome muito suco, só para nos impressionar".
A banda de ska Jeffries Fan Club (1997) escreveu uma música chamada "12" sobre um garoto do ensino médio que conhece uma garota de 12 anos na Disneyland, e a música "San Dimas High School Football Rules" (1998) da banda de pop punk The Ataris era sobre o vocalista indo à Disneyland com uma garota que conheceu e entrando em todas as atrações.
Esse fluxo de adolescentes causou algumas consequências negativas para o parque. A Disneyland precisou contratar mais seguranças porque muitos dos adolescentes não respeitavam as famílias que visitavam o parque. Para combater o problema dos habitantes locais travessos, a Disneyland fez pequenas alterações, incluindo um aumento nos passes anuais e de um dia. A Tomorrowland começou oficialmente sua reforma em 1995. A reforma de três anos começou apenas dois anos após o último grande projeto do parque: a construção da Mickey's Toontown. A área não ficou completamente fechada durante todo esse tempo, mas as principais seções foram bloqueadas para os visitantes, e a entrada foi finalmente fechada em 1997. À medida que a construção continuava, os rumores sobre possíveis novas atrações aumentavam. Os visitantes se perguntavam se a Tomorrowland começaria a eliminar gradualmente as atrações de transporte e viagens espaciais (seu segundo foco principal depois das tecnologias domésticas nos anos 50) em favor de um tema totalmente novo. Nos primeiros meses de 1998, a Nova Tomorrowland estava na mente de todos os fãs da Disneyland, e a inauguração na primavera atraiu grandes multidões. Quando a Tomorrowland foi reaberta, a Disneyland havia aumentado os preços e muitos dos habitantes locais se mudaram ou deixaram de usar a Tomorrowland como ponto de encontro.

### 1998-2004: A encarnação da "Nova-Nova Tomorrowland"

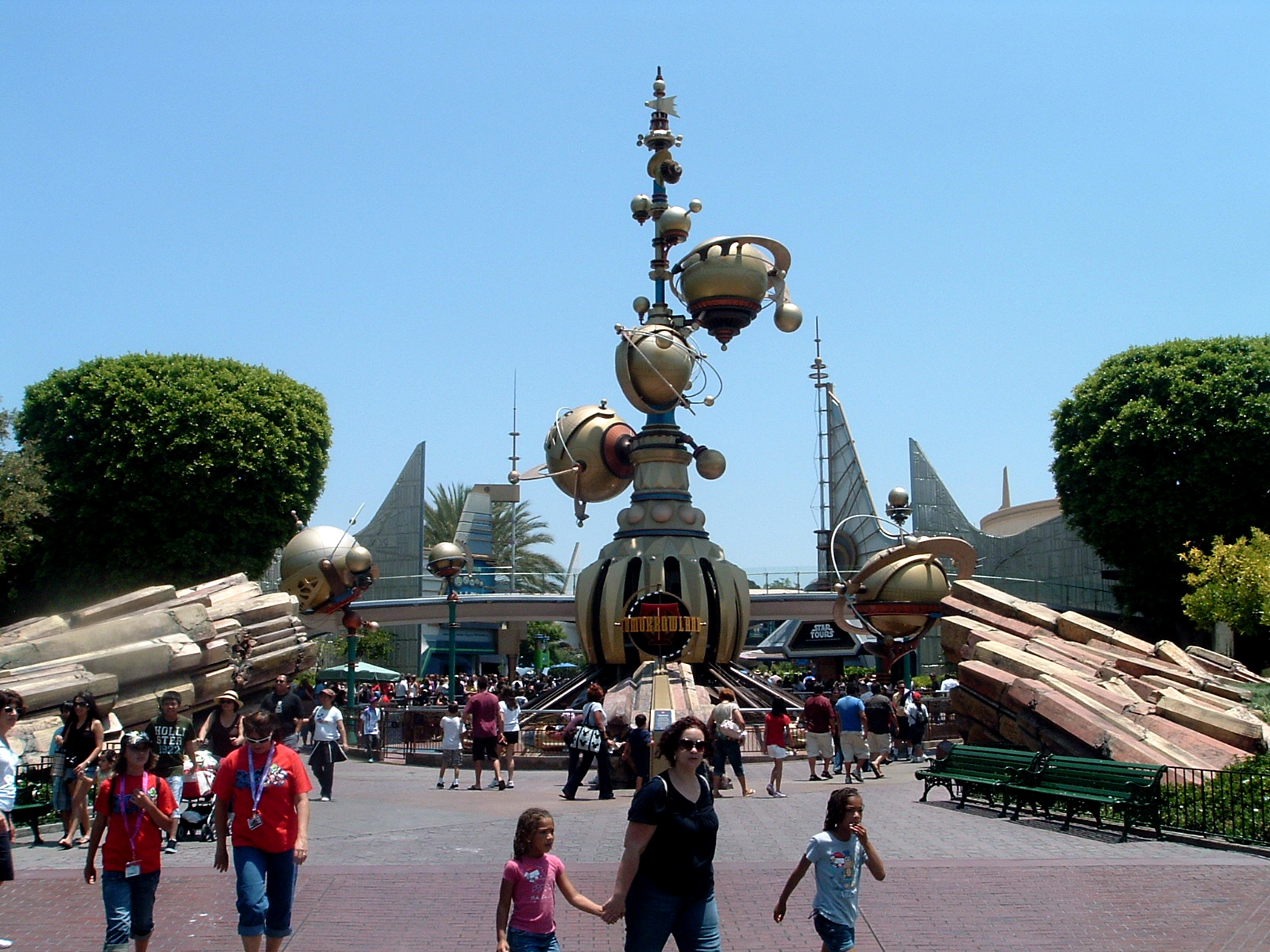
Entrada da Tomorrowland da Disneyland em 2008

A Tomorrowland foi reaberta em 22 de maio de 1998, ao custo de apenas US$ 100 milhões (US$ 192.915.476 em dólares de 2024), pois a área foi atingida por cortes orçamentários do presidente da Disneyland na época, Paul Pressler. Ele é vagamente baseado nos conceitos retrofuturistas de Júlio Verne que a Discoveryland da Disneyland Paris apresentava. Todo o terreno foi pintado em bronze, dourado e marrom escuro, com ocasionais reflexos verdes. O novo paisagismo apresentava hortas aparentes e fazia referência aos conceitos "neo-agrários". A principal atração da reforma foi o Rocket Rods, que tentou executar um passeio rápido na antiga pista lenta do PeopleMover; o passeio foi fechado dois anos depois devido a problemas mecânicos intratáveis.
Muitas das atrações permaneceram basicamente as mesmas, mas Circle-Vision, Captain EO e Mission to Mars foram removidas. O espaço anteriormente ocupado pelo Circle-Vision foi parcialmente usado para a fila dos Rocket Rods, enquanto o Captain EO foi substituído pelo Honey, I Shrunk the Audience e o Mission To Mars foi substituído por um restaurante chamado Redd Rockett's Pizza Port. A atração Rocket Jets foi reformulada como uma escultura móvel chamada Observatron, enquanto uma atração semelhante chamada Astro Orbiter foi colocada no nível do solo na entrada da Tomorrowland, onde antes ficava o World Clock. O antigo teatro America Sings tornou-se o Innoventions, uma vitrine de tecnologia baseada no Walt Disney World: EPCOT original. A famosa atração da Tomorrowland, a Space Mountain, que era de uma cor branca brilhante há mais de vinte anos, foi repintada de uma cor marrom acobreada para acompanhar o novo design da Tomorrowland.
Após a inauguração da Nova Tomorrowland no verão de 1998, o Submarine Voyage foi fechado em setembro.
No final de 2003, Matt Ouimet tornou-se presidente do Disneyland Resort e procurou mudar algumas das tendências de redução de custos que haviam se tornado o status quo no local. A Space Mountain ficou fechada por dois anos inteiros, enquanto a atração era reformada e repintada de branco, a cor original da atração, e a pista era completamente substituída por uma nova pista com o mesmo plano de pista. O antigo prédio da fila Rocket Rods foi convertido em Buzz Lightyear Astro Blasters para a inauguração em 2005.

#### 2005-2016: A volta ao lar mais feliz da Disneyland e o aniversário de diamante
Em fevereiro de 2005, a Walt Disney Imagineering aprovou uma repintura da Tomorrowland para a comemoração do 50º aniversário da "Happiest Homecoming on Earth". Esse novo esquema de pintura lembrava o Tomorrowland de 1967, com predominância de branco, azul e prata, embora algumas das antigas cores dourada e bronze tenham sido mantidas. O maior remanescente do esquema de cores de 1998 foi o Astro Orbitor até meados de 2009, quando foi repintado para combinar com o restante do terreno, e os mecanismos que antes faziam com que sua parte superior girasse adequadamente foram consertados.

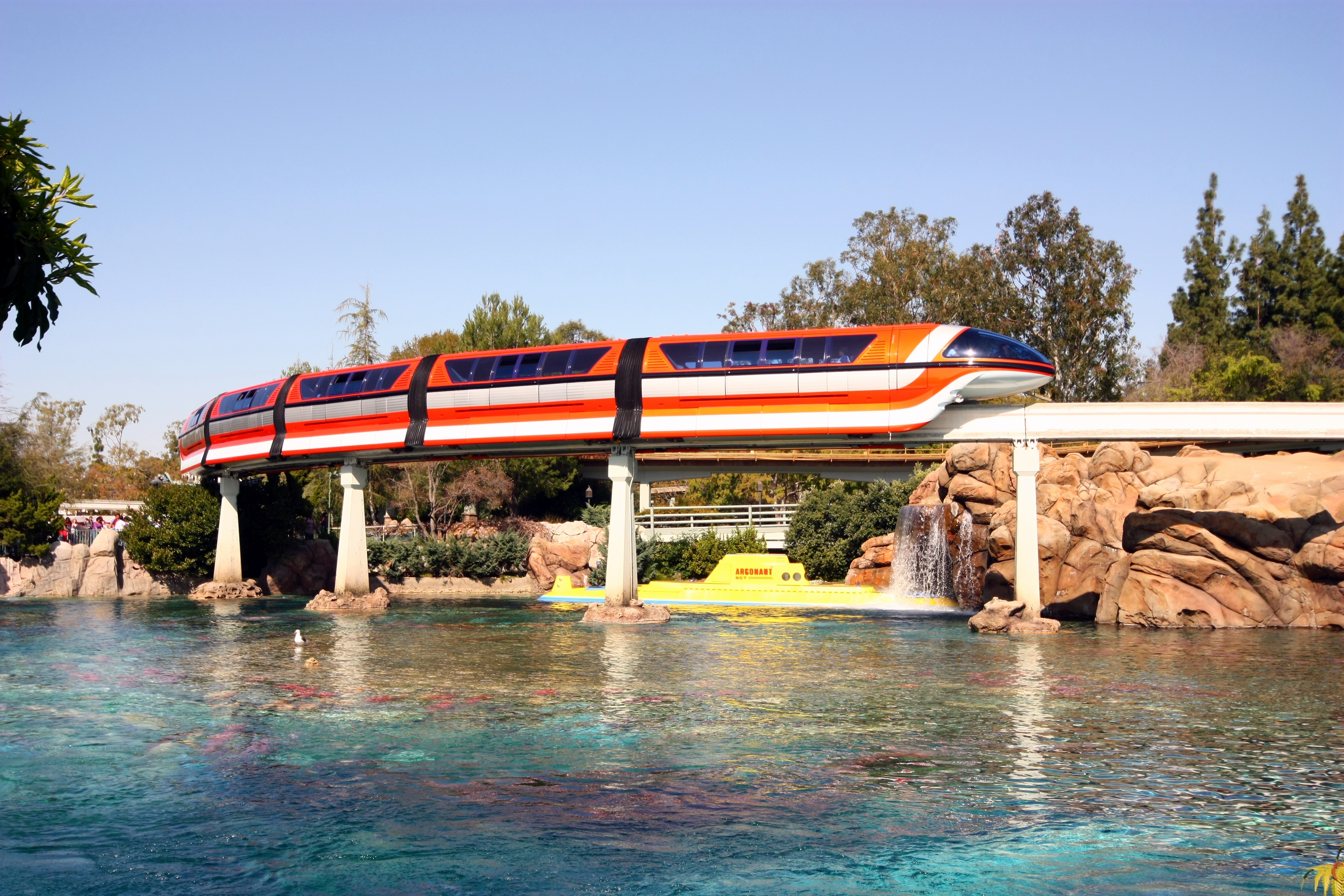
O Submarine Lagoon em Tomorrowland. O Monorail Orange passando sobre um submarino

Em 2007, como parte do Year of a Million Dreams (Ano de um milhão de sonhos), o Submarine Voyage foi reaberto como Finding Nemo Submarine Voyage, com os submarinos totalmente reformados e repotencializados com baterias em vez de motores a diesel e o tema baseado no filme de animação de 2003 da Disney/Pixar Procurando Nemo.
Também em 2007, o Disneyland Monorail começou a eliminar gradualmente sua frota de monotrilhos Mark V para fazer engenharia reversa e atualizar os Mark V para os novos modelos Mark VII. Os novos Mark VII foram introduzidos um de cada vez, começando com o Vermelho e o Azul em 2008 e o Laranja em 2009; foi confirmado que o Roxo não passaria por uma atualização e foi descartado. Esses novos monotrilhos deveriam homenagear os monotrilhos Mark I, II e III originais, mantendo um visual moderno e futurista. A classe anterior de monotrilhos Mark V tinha mais semelhança com as classes de monotrilhos Mark IV e Mark VI usadas no sistema de monotrilhos do Walt Disney World.
Em janeiro de 2010, Honey, I Shrunk the Audience foi fechado para dar lugar a um Captain EO revivido, que "reabriu" devido ao grande apoio público que o filme em 3D recebeu após a morte de Michael Jackson em junho de 2009. Era um compromisso limitado (embora sem data de encerramento definida) e acabou sendo fechado em julho de 2014 para que o teatro fosse usado para apresentar uma prévia de Guardiões da Galáxia, da Marvel Studios. Mais tarde, a partir de 26 de setembro de 2014, o teatro Magic Eye foi usado para apresentar uma prévia do filme Big Hero 6, do Walt Disney Animation Studios, que deveria ter terminado em 21 de novembro de 2014.
Em julho de 2010, a atração Star Tours, um simulador de movimento com tema de Star Wars da Disneyland, foi fechada para dar lugar a Star Tours - The Adventures Continue. A atração, que apresentava outros destinos de Star Wars em 3-D, foi inaugurada em 3 de junho de 2011.
Em 21 de março de 2015, o Innoventions foi fechado para ser transformado no Tomorrowland Expo Center. O edifício foi fechado e convertido, sendo reaberto aos visitantes em 16 de novembro de 2015. O primeiro andar do edifício abriga a Star Wars Launch Bay, uma nova exposição de Star Wars com encontros e saudações com personagens, exibições com adereços de filmes e várias espiadas nos bastidores de Star Wars: O Despertar da Força e os outros dois futuros filmes de Star Wars. O segundo andar abrigava anteriormente o "Super Hero HQ", com encontros e saudações com os personagens da Marvel, Homem de Ferro, Thor e Homem-Aranha, com várias exibições do Innoventions remanescentes, mas reformuladas para exibir as várias séries de televisão e histórias em quadrinhos da Marvel.

#### Tomorrowland 2016-atual: A encarnação "Season of the Force" da Tomorrowland
Na D23 Expo de 2015, a Disney anunciou que, em 16 de novembro de 2015, a Tomorrowland lançaria uma "Season of the Force" com o tema Star Wars, em comemoração a Star Wars: O Despertar da Força. Entre as mudanças lançadas como parte do evento estavam a atração Star Wars Launch Bay - uma exposição que apresenta obras de arte e outros materiais relacionados à franquia, uma atualização da Jedi Training Academy com o tema Star Wars Rebels conhecida como Jedi Training: Trials of the Temple, a adição de conteúdo relacionado ao The Force Awakens ao Star Tours – The Adventures Continue e uma sobreposição da Space Mountain com o tema O Despertar da Força conhecida como Hyperspace Mountain. A Autopia também fechou por um curto período de tempo, mas reabriu no início de 2016, com um novo esquema de cores azul e prata para se adequar melhor à Tomorrowland atual e um novo patrocínio com a Honda. Em 2019, a Disneyland começou a remover o letreiro e as pedras da Tomorrowland da era de 1998 para ampliar as passarelas e melhorar o fluxo de pessoas como parte do projeto de embelezamento e melhoria do Project Stardust.

### Atrações e entretenimento
- Astro Orbiter (1998–presente)
- Autopia (1955–presente)
- Buzz Lightyear Astro Blasters (2005–presente)
- Disneyland Monorail (1959–presente)
- Disneyland Railroad (1955–presente)
  - Tomorrowland Station
- Finding Nemo Submarine Voyage (2007–presente)
- Space Mountain (1977–presente)
- Star Tours – The Adventures Continue (2011–presente)
- Stitch's Interplanetary Beach Party Blast (2022–presente)

### Antigas atrações e entretenimento
- Court of Honor (1955–1956)
- Phantom Boats (1955–1956)
- 20,000 Leagues Under the Sea Exhibit (1955–1966)
- Hall of Aluminum Fame (1955–1960)
- Space Station X-1 (1955–1960)
- The World Beneath Us (1955–1960)
- Art Corner (1955–1966)
- Clock of the World (1955–1966)
- Flight Circle (1955–1966)
- Hobbyland (1955–1966)
- Monsanto Hall of Chemistry (1955–1966)
- Rocket to the Moon (1955–1966)
- Circle-Vision 360° (1955–1997, retematizado como Rocket Rods Queue)
  - A Tour of the West (1955–1960)
  - America The Beautiful (1960–1984, 1996–1997)
  - Wonders of China (1984–1994)
- American Dairy Association Exhibit (1956–1958)
- Bathroom of Tomorrow (1956–1960)
- Our Future in Colors (1956–1963)
- Astro Jets (1956–1964)
- Avenue of the Flags (1956–1966)
- Skyway to Fantasyland (1956–1994)
- Viewliner Train of Tomorrow (1957–1958)
- Midget Autopia (1957–1966)
- Monsanto House of the Future (1957–1967)
- Mermaids (1959; 1965–1967)
- Submarine Voyage (1959–1998)
- The Art of Animation (1960–1966)
- Bell Telephone Systems Phone Exhibits (1960–1984)
- Flying Saucers (1961–1966)
- New York World's Fair Exhibit (1963–1964)
- Fashions & Fabrics Through the Ages (1965)
- Carousel of Progress (1967–1973)
- Flight to the Moon (1967–1975)
- Adventure Thru Inner Space (1967–1985)
- Tomorrowland Stage (1967–1986)
- PeopleMover (1967–1995)
- Alpine Gardens (1967–1995)
- Rocket Jets (1967–1997)
- America Sings (1974–1988)
- Mission to Mars (1975–1992)
- Starcade (1977–2015)
- Halyx (1981)
- Magic Eye Theater (1984–2015)
  - Magic Journeys (1984–1986)
  - Captain EO (1986–1997)
  - Honey, I Shrunk the Audience (1998–2010)
  - Captain EO Tribute (2010–2015)
- Star Tours (1987–2010)
- Toy Story Funhouse (27 de janeiro de 1996 – 27 de maio de 1996)[14]
  - Hamm's Theater with "Hamm's All-Doll Revue"
- Rocket Rods (1998–2001)
- Cosmic Waves (1998–2002)
- American Space Experience (1998–2003)
- Innoventions (1998–2015)
- Radio Disney Broadcast Booth (1999–2002)
- Club Buzz (2001–2006)
- Super Hero HQ (2015–2016)
- Jedi Training Academy (2015–2018)
- Star Wars Launch Bay (2015—2020)

### Restaurantes e lanchonetes

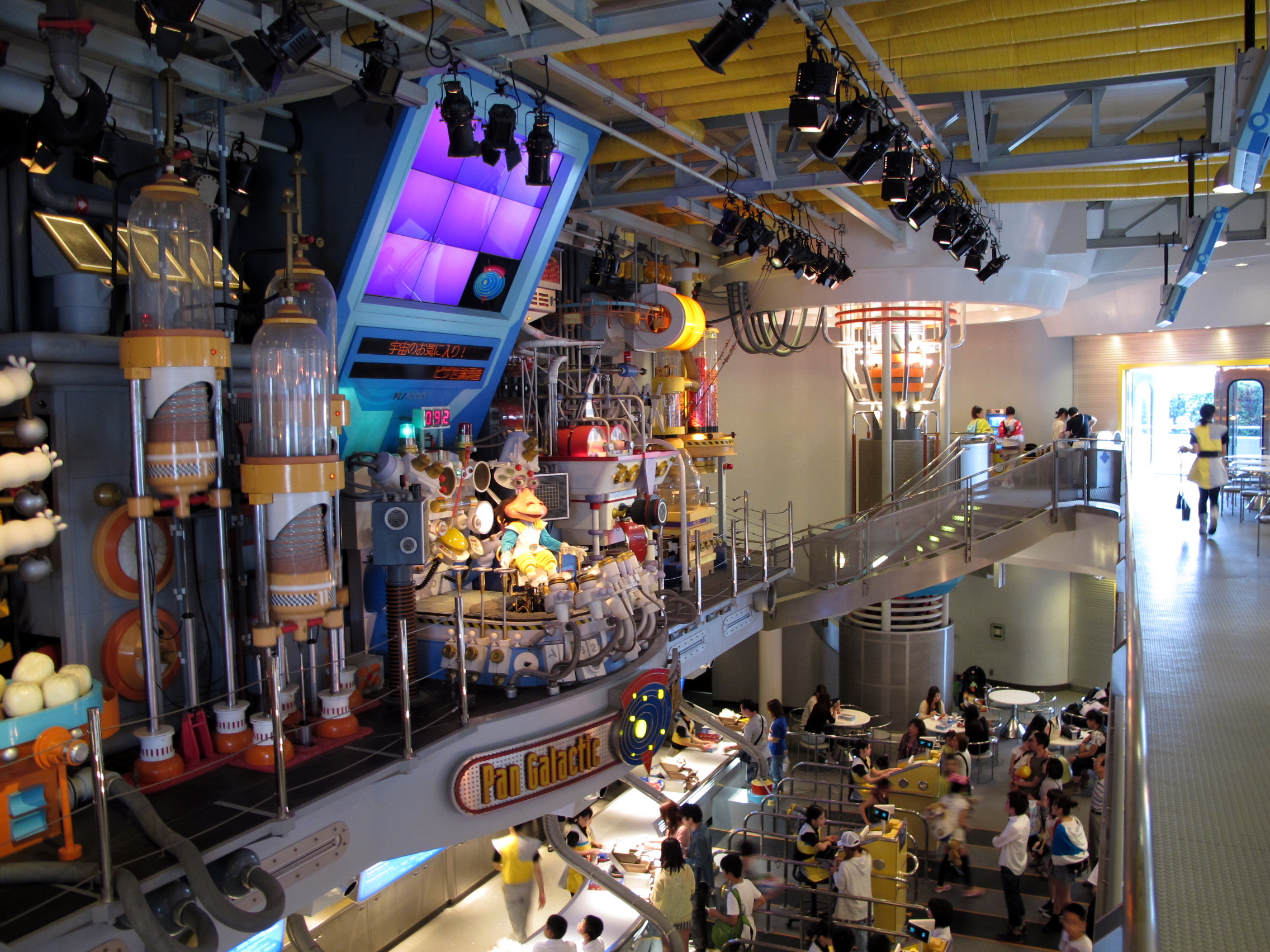
Pan Galactic Pizza Port

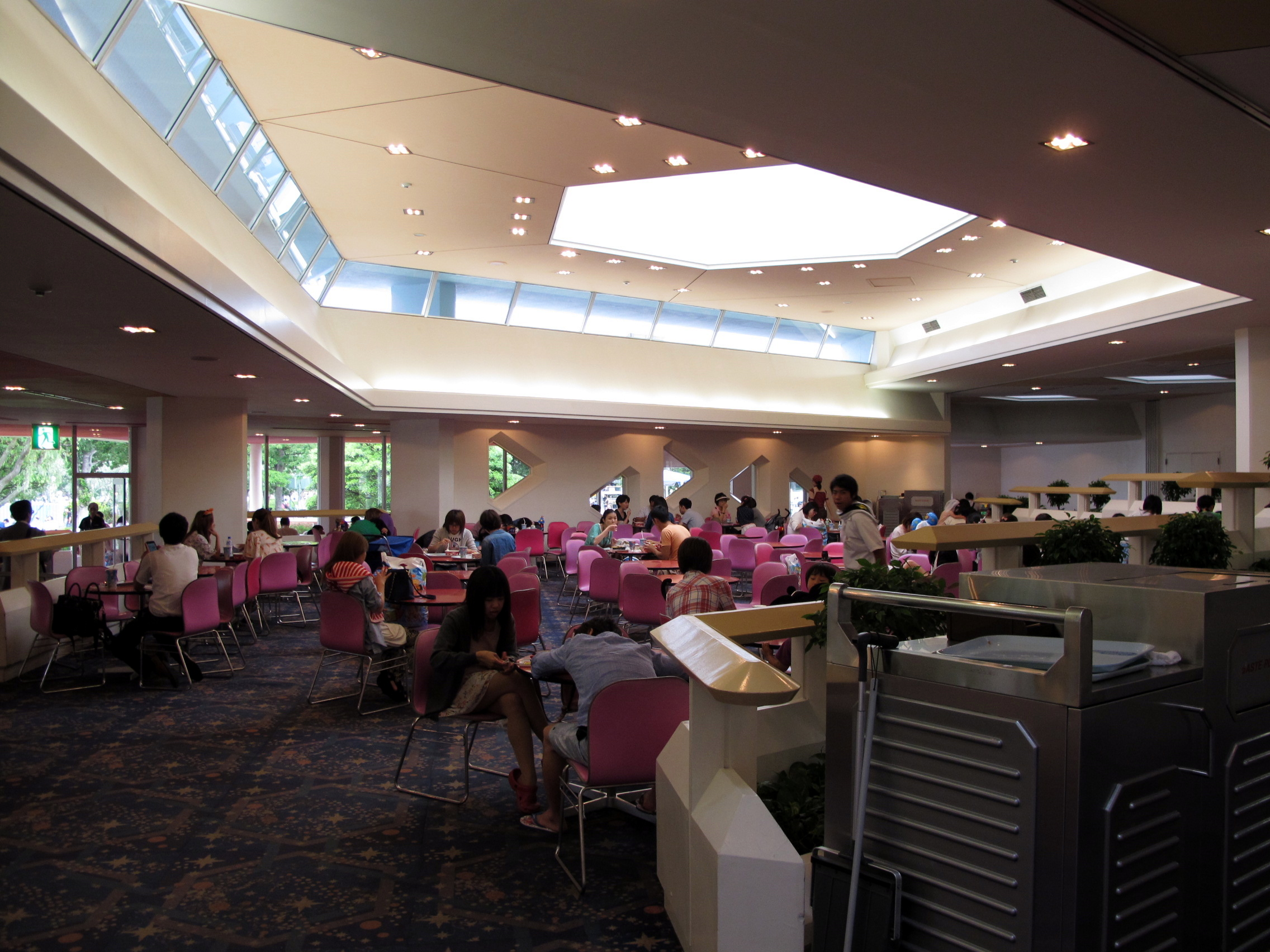
Plaza Restaurant

- Alien Pizza Planet
- The Spirit of Refreshment
- Tomorrowland Terrace (atualmente tematizado como Galactic Grill)

### Antigos restaurantes e lanchonetes
- Space Bar (1955–1966)
- Yacht Club (1955–1966)
- Space Place (1977–1996)
- Lunching Pad (1977–1998)

### Lojas
- Autopia's Winner Circle
- Little Green Men Store Command
- The Star Trader
- Tomorrowlanding

### Antigas lojas
- The MOD Hatter (1958–2006)
- Fun Fotos (1960–1966)
- Premiere Shop (1963–2005)
- Character Shop (1967–1986)

## Magic Kingdom

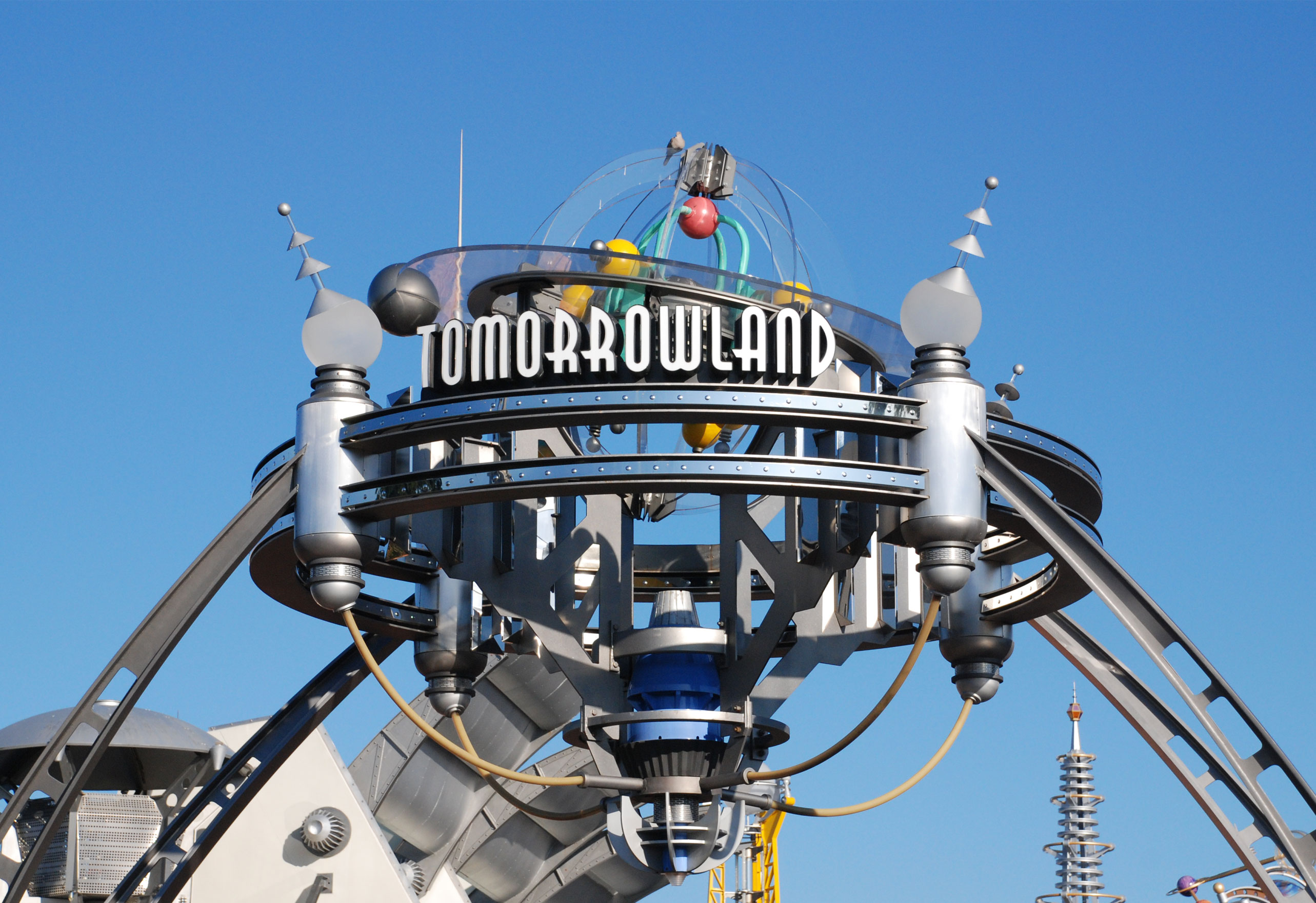
Sinal de entrada da Tomorrowland no Magic Kingdom

### História

#### Second Tomorrowland: 1971-1994
A segunda Tomorrowland foi inaugurada em 1º de outubro de 1971, no Magic Kingdom, no Walt Disney World Resort, Flórida, e, como na Disneyland, foi inaugurada inacabada. No dia da inauguração, havia apenas duas atrações: o Grand Prix Raceway e o Skyway to Fantasyland.
A Tomorrowland era conhecida por ser muito árida e estéril nessa época, devido ao fato de o terreno ser muito plano e sem detalhes. Uma grande parede laranja estava localizada depois dos dois grandes edifícios de shows e impedia que os visitantes fossem além do edifício Skyway. O muro tinha um pequeno palco embutido e uma grande praça de alimentação ao ar livre ao lado para compensar a falta de locais para alimentação na época. Ela foi removida em dois anos e o Carousel of Progress tomou seu lugar.
O maior restaurante de serviço de balcão do Magic Kingdom era o Tomorrowland Terrace. O America the Beautiful foi inaugurado em novembro, e o Flight to the Moon foi inaugurado na véspera do Natal de 1971, devido a problemas técnicos. O prédio sul do show recebeu uma expansão em 1972, que abrigou o If You Had Wings. O prédio sul foi ampliado ainda mais em 1973, abrindo o Plaza Pavilion, que era um restaurante ao ar livre e servia como uma maneira conveniente de ir rapidamente da Main Street para a Tomorrowland.
Em 1973, os planos para a Tomorrowland foram finalizados e, por cerca de dois anos, a construção era uma visão comum. Em 1974, o Star Jets, uma atração giratória, foi instalado na estação do WEDWay Peoplemover. Ela se assemelhava a um foguete Saturno V, como seu primo da Disneyland, o Rocket Jets. Os veículos de passeio entre os dois tinham algumas diferenças. Os foguetes da Disneyland eram mais estreitos e se assemelhavam mais ao foguete central Saturn V, enquanto os veículos do Magic Kingdom se parecem mais com jatos, daí o nome "Star Jets". O Space Bar, outro restaurante, foi inaugurado abaixo da estação do Peoplemover.
No ano seguinte, a Space Mountain e o The Carousel of Progress foram inaugurados em 15 de janeiro. Essa foi a primeira Space Mountain a ser inaugurada. Foi a primeira montanha-russa interna da Flórida e a primeira montanha-russa a ter projetos auxiliados por computador, além de usar zoneamento para ter 8 trens nos trilhos ao mesmo tempo. Outra estação ferroviária foi planejada para ser construída ao lado da entrada e saída da Space Mountain, mas devido às multidões nessa área, ela nunca foi construída. O Carrossel do Progresso foi inaugurado no mesmo dia e era semelhante à versão da Disneyland, exceto pelo fato de girar na direção oposta. Ele também tinha uma música diferente: Em vez de "There's a Great Big Beautiful Tomorrow", a música era "The Best Time of Your Life". Em junho, foi inaugurada a segunda versão do WEDWay Peoplemover. Esse Peoplemover se assemelhava ao da Disneyland, mas era diferente, pois usava motores de indução linear. Isso significa que os visitantes não poderiam ficar presos nos trilhos, como acontece na Disneylândia, caso caíssem do veículo. As únicas partes móveis dos veículos eram as rodas e as portas deslizantes. A pista era semelhante, mas em vez de ser ao ar livre e os veículos terem teto, o oposto é verdadeiro aqui. Ao contrário do da Disneyland, o Peoplemover aqui nunca mudava de altura.
Essa Tomorrowland lembrava um pouco a Tomorrowland da Disneyland na época, com grandes edifícios brancos e formas geométricas limpas. Os prédios triangulares da Disneyland foram totalmente realizados, e a abertura da Tomorrowland aqui tinha dois enormes pilares que lançavam água em cascata no fosso do castelo. Complementando os pilares, havia duas grandes paredes triangulares azuis que também liberavam água no fosso. Essas cachoeiras eram frequentemente fechadas, pois a menor mudança de vento poderia jogar água em todos os hóspedes. No início dos anos 80, as cachoeiras foram desligadas definitivamente e um grande mosaico foi pintado nas paredes azuis, e algumas listras azuis foram pintadas nos dois pilares.
As cores da Tomorrowland eram principalmente brancas, complementadas com ocre na parte externa. O interior dos edifícios era acentuado com vermelhos, laranjas, amarelos e marrons. Nos últimos anos da Velho Tomorrowland, as cores externas foram alteradas para rosa e azul ao redor dos trilhos do Peoplemover.

#### Novo Tomorrowland: 1994 até o presente

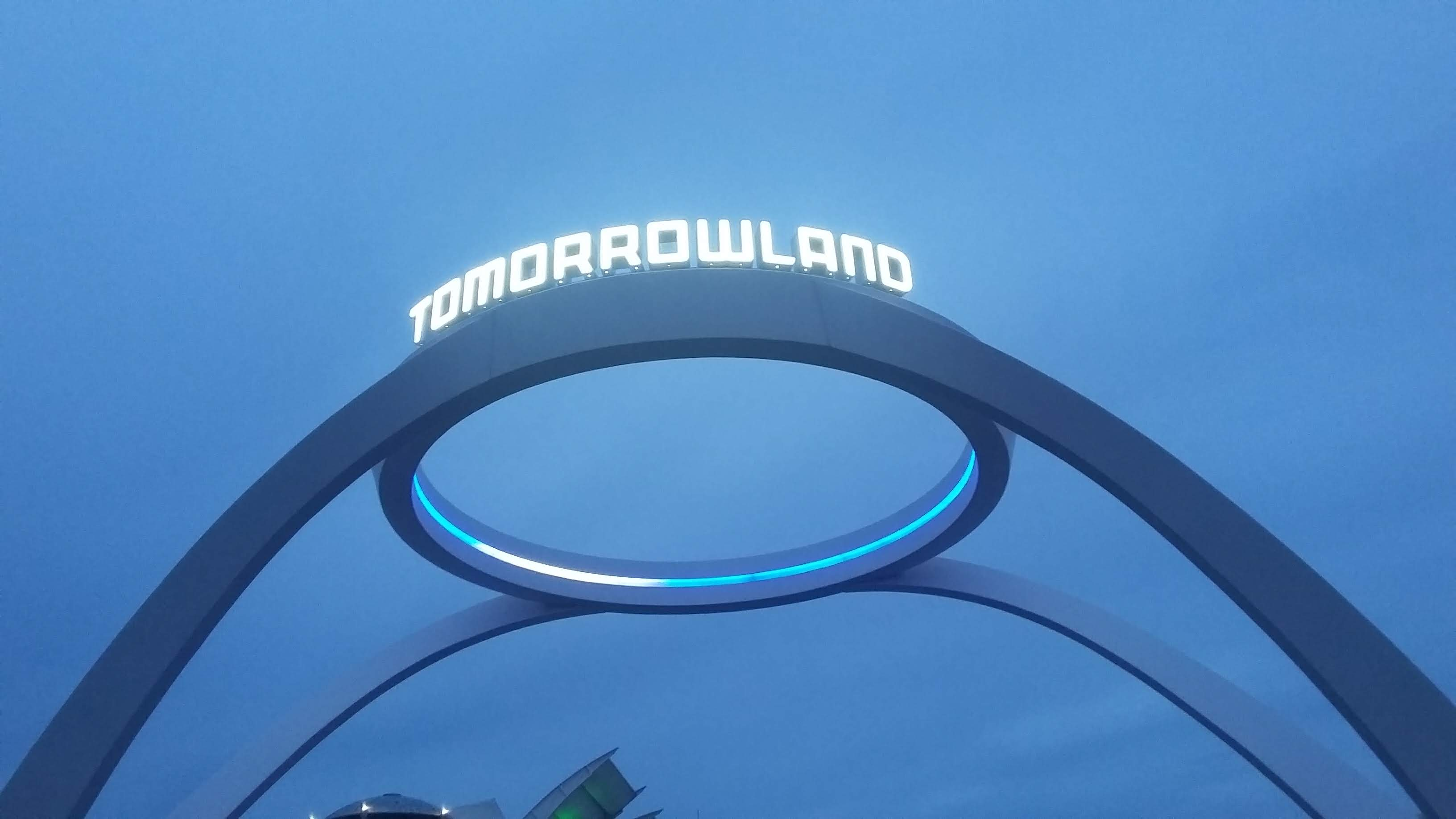
Novo letreiro de entrada da Tomorrowland

A nova Tomorrowland passou por uma mudança drástica em 1994. Ela agora se parece um pouco com a Tomorrowland da Disneyland na Califórnia, mas com mais cores. Muitas das atrações foram alteradas. Algumas atrações clássicas da Tomorrowland que foram fechadas na Disneylândia ainda vivem no Magic Kingdom, incluindo o Tomorrowland Transit Authority PeopleMover (renomeado em 2022 para PeopleMover) e o Carousel of Progress, que foi transferido da Disneyland para o Walt Disney World em 1975. Uma parte do modelo de exibição de Walt Disney do Protótipo Experimental da Comunidade do Amanhã, a primeira encarnação do que se tornaria o Epcot, também é usada como uma exibição visível apenas do PeopleMover.
Durante a maior parte de sua história, o esquema de cores da Tomorrowland era predominantemente branco com azuis suaves, criando uma paisagem retro-modernista. Enormes torres monolíticas, pináculos e linhas limpas completavam o visual futurista. Em 1994, usando a inspiração da Discoveryland na Disneyland Paris, a Tomorrowland foi totalmente reconstruída e alterada para se assemelhar a um porto espacial galáctico, como teria sido imaginado pelas histórias em quadrinhos de ficção científica do início do século XX, como Flash Gordon e Buck Rogers. Desde então, a Tomorrowland recebeu uma aparência muito mais metálica, juntamente com novos azuis e roxos mais escuros, especialmente ao longo do saguão principal que sai do hub central.
Uma nave espacial no topo da estação de nebulização do Cool Scanner é, na verdade, um adereço do filme Flight of the Navigator, de 1986.
Em 9 de julho de 2019, o antigo letreiro de entrada foi removido. Em 17 de setembro de 2019, um novo letreiro de entrada foi construído.
Em 27 de outubro de 2020, desde a reabertura do Walt Disney World, depois de ter sido temporariamente fechado durante a pandemia de COVID-19, o Walt Disney World anunciou que todos os shows de entretenimento recentes foram suspensos, como Citizens of Hollywood no Disney's Hollywood Studios, devido a uma disputa entre a Actors' Equity Association e o Walt Disney World.
Em 2021, após a reabertura do Walt Disney World, o Magic Kingdom anunciou que um novo show ao vivo de Halloween intitulado DJ Dance Party estreará no Rockettower Plaza Stage durante o Disney After Hours: BOO Bash, em tempo para a comemoração do 50º aniversário do Walt Disney World. Em 26 de março de 2025, o Magic Kingdom anunciou que a versão original da atração seria temporariamente fechada em 4 de agosto de 2025 para reforma, e seria reaberta em 2026, com novos veículos, blasters, alvos, animatrônicos e cenários, como parte da comemoração do 55º aniversário do Walt Disney World Resort.

### Atrações e entretenimento
| Observação: ▲ Genie Plus / Lightning Lane disponível ≠ Pedido móvel para retirada disponível Comida de serviço rápido - Cosmic Ray's Starlight Cafe ≠ - um grande local interno que apresenta Sonny Eclipse, um cantor de salão animatrônicos no Starlight Lounge. Durante eventos especiais, o palco é usado para apresentações ao vivo. - The Lunching Pad ≠ - um local de serviço rápido ao ar livre. - Auntie Gravities Galatactic Goodies - um local interno com assentos, especializado em doces e sorvetes. - Energy Bytes - uma barraca de lanches com o tema Tron. - Tomorrowland Terrace - um espaço ao ar livre usado principalmente para eventos especiais, como festas no deserto que podem ser compradas - Joffreys Revive Station - operada pela Joffreys Coffee, uma empresa terceirizada. Atrações - Monsters, Inc. Laugh Floor ▲ - um show de comédia ao vivo com a equipe de dubladores e comediantes da Actors Equity. - Walt Disney's Carousel of Progress | Passeios - Astro Orbiter - Buzz Lightyear's Space Ranger Spin ▲ - The Peoplemover - Space Mountain ▲ - Tomorrowland Speedway ▲ - Tron Lightcycle / Run ▲ Venda de mercadorias - Star Traders - Tomorrowland Facepainting Kiosk - Tomorrowland Launch Depot – é especializada em produtos com o tema Tron e inclui o Tron Identity Program e uma estação D-Tech Customization and Engraving. - Buzz Lightyear's Space Ranger Photos – A loja de presentes na saída do Buzz Lightyear Space Ranger Spin. Pontos de interesse - Rocket Tower Stage / Rocket Tower Plaza – um espaço para apresentações ao vivo ao ar livre. |

### Antigas atrações e entretenimento
- Flight to the Moon (1971–1975)
- Skyway to Fantasyland (1971–1999)
- Circle-Vision 360° (1971–1994)
  - America the Beautiful (1971–1974, 1975–1979)
  - Magic Carpet 'Round The World (1974–1975, 1979–1984)
  - American Journeys (1984–1994)
- Tomorrowland Metropolis Science Center (1994–2006)
  - The Timekeeper (1994–2006)
- If You Had Wings (1972–1987)
- Mission to Mars (1975–1993)
- Delta Dreamflight (1989–1998)
- Extraterrorestrial Alien Encounter (1995–2003)
- Push the Talking Trash Can (1995–2014)
- Tomorrowland Power & Light Co Video Arcade (1995–2015)
- Incredible Tomorrowland Expo (2013–2017, 2018)
- iCan Robot (2017–2018)
- Stitch's Alien Encounter Character Greeting! (2018–2020)
- Stitch's Great Escape! (2004–2018)
- Rockettower Plaza Stage
  - Mickey's Twas the Night Before Christmas (2000–2008; temporárias)
  - Stitch's Supersonic Celebration (2009)
  - A Totally Tomorrowland Christmas (2009–2023; temporárias)
  - Super Party Time (2013–2017; 2018)
  - Cosmic Dance Party (2017–2018)

### Antigos restaurantes
- The Lunching Pad (diferentes localizações) (1971–1994)
- Tomorrowland Terrace Cafe (diferentes localizações) (1971–1994)
- Plaza Pavilion (1973–1994)
- Space Bar (1974–1994)

### Antigas lojas
- Merchant of Venus
- Space Mountain Shop (Tomorrowland Power & Light)

## Tokyo Disneyland

### História

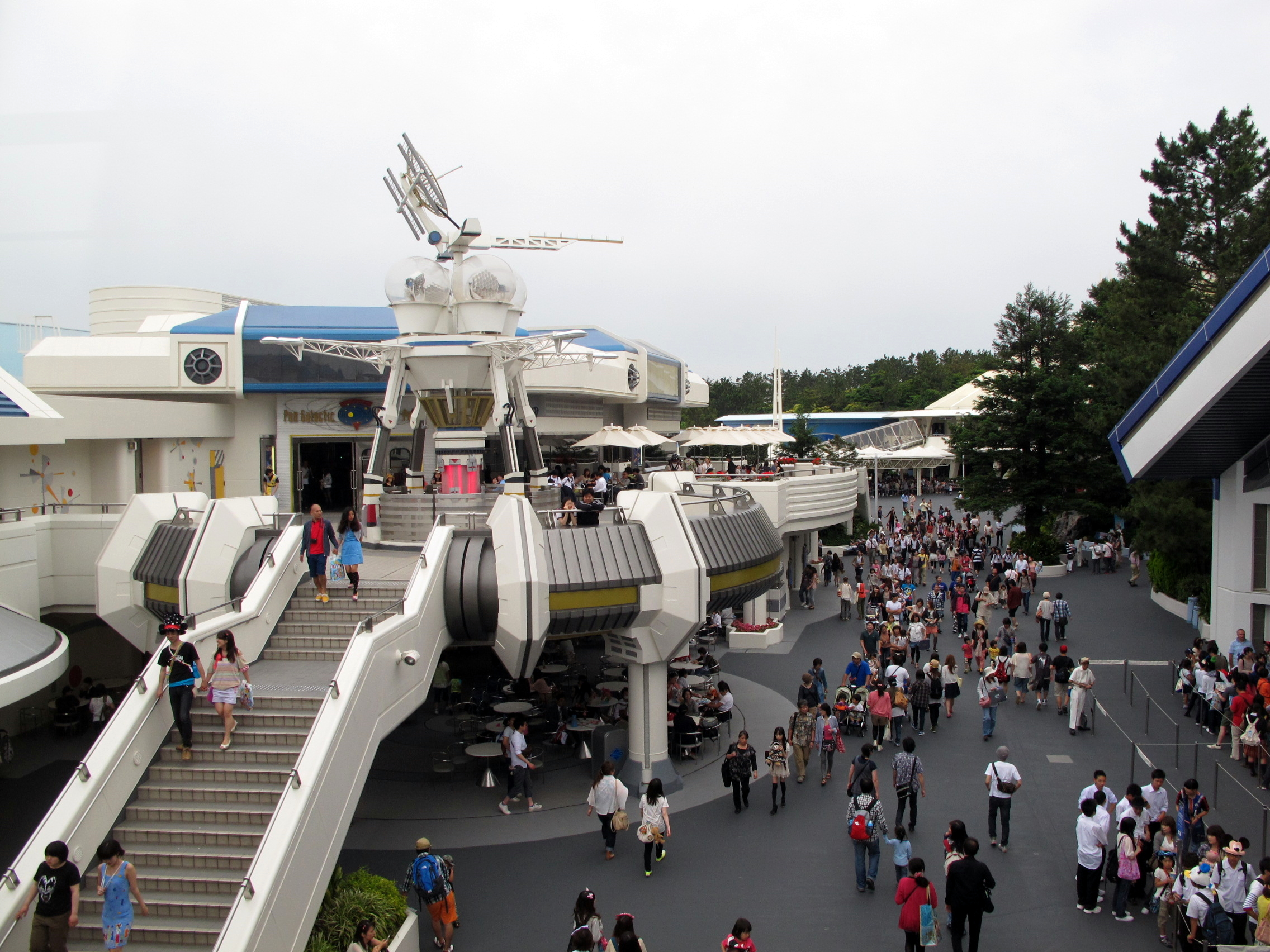
Tokyo Disneyland Tomorrowland

A Tomorrowland da Tokyo Disneyland foi projetada como uma cópia da Tomorrowland original da Disney World, especialmente a entrada principal, que apresenta cachoeiras quase idênticas e torres azuis ao longo da passarela. Como acontece em outras áreas da Tokyo Disneyland, a Tomorrowland tem menos atrações e mais espaços abertos do que suas contrapartes americanas, uma medida projetada para facilitar o acesso de um número maior de visitantes ao parque. Não há, em especial, uma atração do tipo PeopleMover, cujos trilhos e veículos de passeio são características marcantes de outras paisagens da Tomorrowland.
Embora Walt Disney originalmente pretendesse que a Tomorrowland fosse um "projeto vivo" do futuro, a Tomorrowland da Tokyo Disneyland nunca apresentou diretamente a tecnologia do futuro, optando por um tema de fantasia de ficção científica. As atrações proeminentes que apoiam esse tema incluem a Space Mountain, bem como o Pan Galactic Pizza Port, um restaurante que apresenta uma grande máquina de fazer pizza audio-animatrônica operada por uma criatura alienígena caprichosa chamada Tony Solaroni. Nos últimos anos, as atrações mais antigas foram substituídas por outras mais novas que apresentam ligações com filmes: Buzz Lightyear's Astro Blasters e Monsters, Inc. Ride & Go Seek são dois exemplos.
Em outubro de 2014, a Oriental Land Company anunciou uma área temática da Bela e a Fera a ser localizada no local do agora fechado Grand Circuit Raceway, tornando o tamanho da Tomorrowland significativamente menor. Em abril de 2022, a Oriental Land Company anunciou que a Space Mountain seria completamente remodelada e apresentaria uma área de pátio recém-adicionada na Tomorrowland Square com jardins temáticos espaciais celebrando o lugar único da Terra no universo. Em abril de 2024, a Oriental Land Company anunciou que o Buzz Lightyear's Astro Blasters seria fechado e substituído por uma atração do Wreck-It Ralph.

### Atrações entretenimento
- Monsters, Inc. Ride & Go Seek (2009–presente)
- Star Tours—The Adventures Continue (2013–presente)
- Stitch Encounter (2015–presente)
- Tony Solaroni Show
- The Happy Ride with Baymax (2020–presente)
- Showbase (1988–presente)
  - Club Mouse Beat (2021–presente)

### Antigas atrações e entretenimento
- Skyway to Fantasyland (1983–1998)
- Circle-Vision 360° (1983–2002)
  - Eternal Seas (1983–1984)
  - Magic Journeys (1985–1987)
  - The Timekeeper (1993–2002)
- Meet the World (1983–2002)
- Starcade (1983–2007)
- Magic Eye Theater

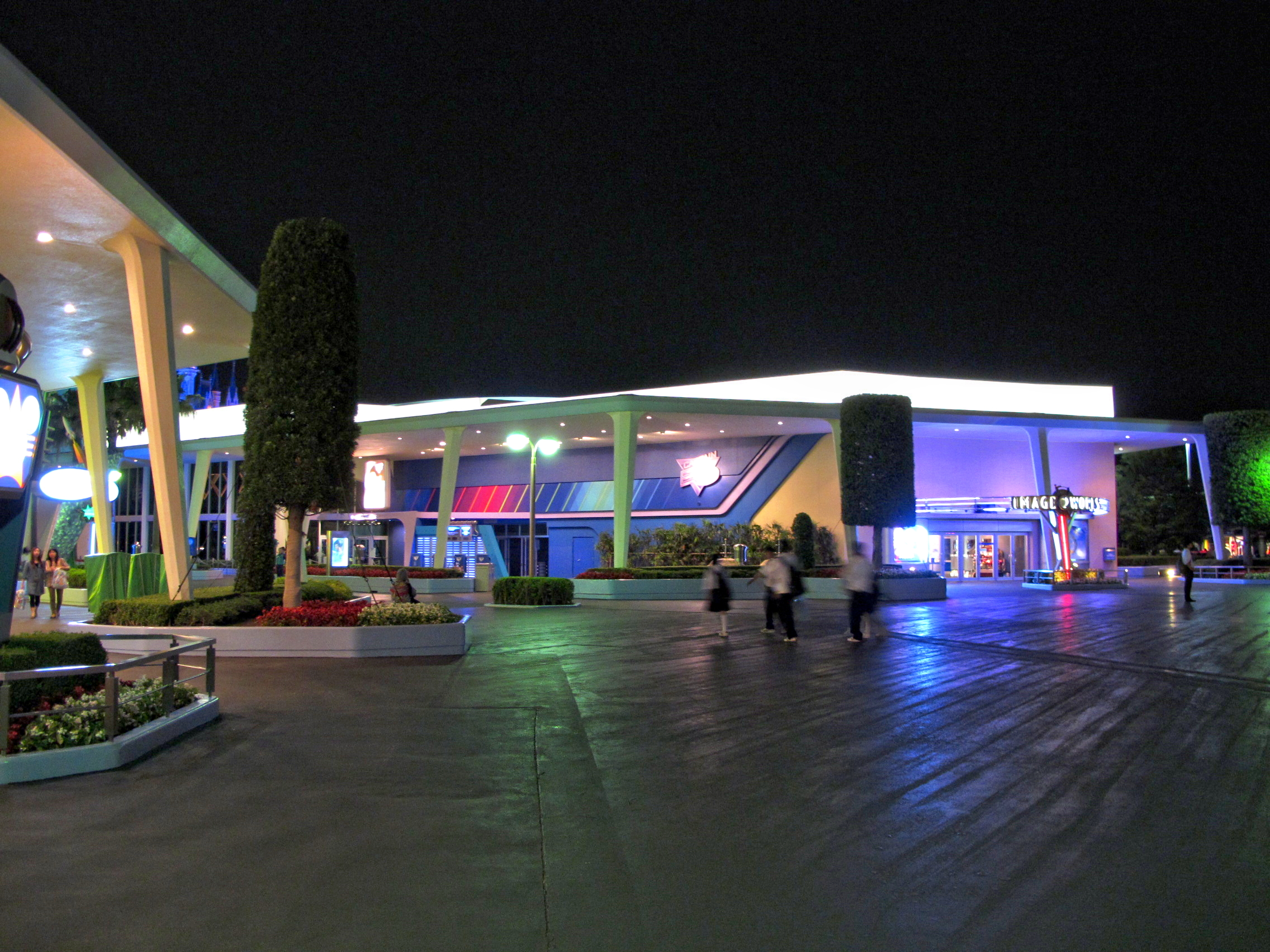
Captain EO

  - Captain EO (1987–1996, 2010–2014)
  - MicroAdventure! (1997–2010)
- Star Tours (1989–2012)
- Grand Circuit Raceway (1983–2017)
- Star Jets (1983–2017)
- Tomorrowland Terrace Stage (1983–presente)
  - Roger Rabbit's Dancin' Time Warp (1992–1996)
  - Toy Story Fun Party (1996–1997)
  - Hot Wax Trucks (1997–1998)
  - Cosmic Carnival (1998–2000)
- Showbase (1988–presente)
  - One Man's Dream (1988–1995)
  - Feel the Magic (1995–1999)
  - Once Upon a Mouse (1999–2004)
  - One Man's Dream II: The Magic Lives On (2004–2019)
- Robo Astro
- Opus Five
- Space Mountain (1983–2006, 2007–2024)
- Buzz Lightyear's Astro Blasters (2004–2024)

### Restaurantes e lanchonetes
- Pan Galactic Pizza Port
- Plazma Ray's Diner
- Soft Landing
- The Popping Pod
- The Big Pop
- Tomorrowland Terrace

### Antigos restaurantes e lanchonetes
- Space Place FoodPort
- Lite Bite Satellite

### Lojas
- Monsters, Inc. Company Store
- Cosmic Encounter
- Stargazer Supplies
- Treasure Comet

### Antigas lojas
- Solar Ray's Light Supplies
- Planet M

## Disneyland Park (Paris)

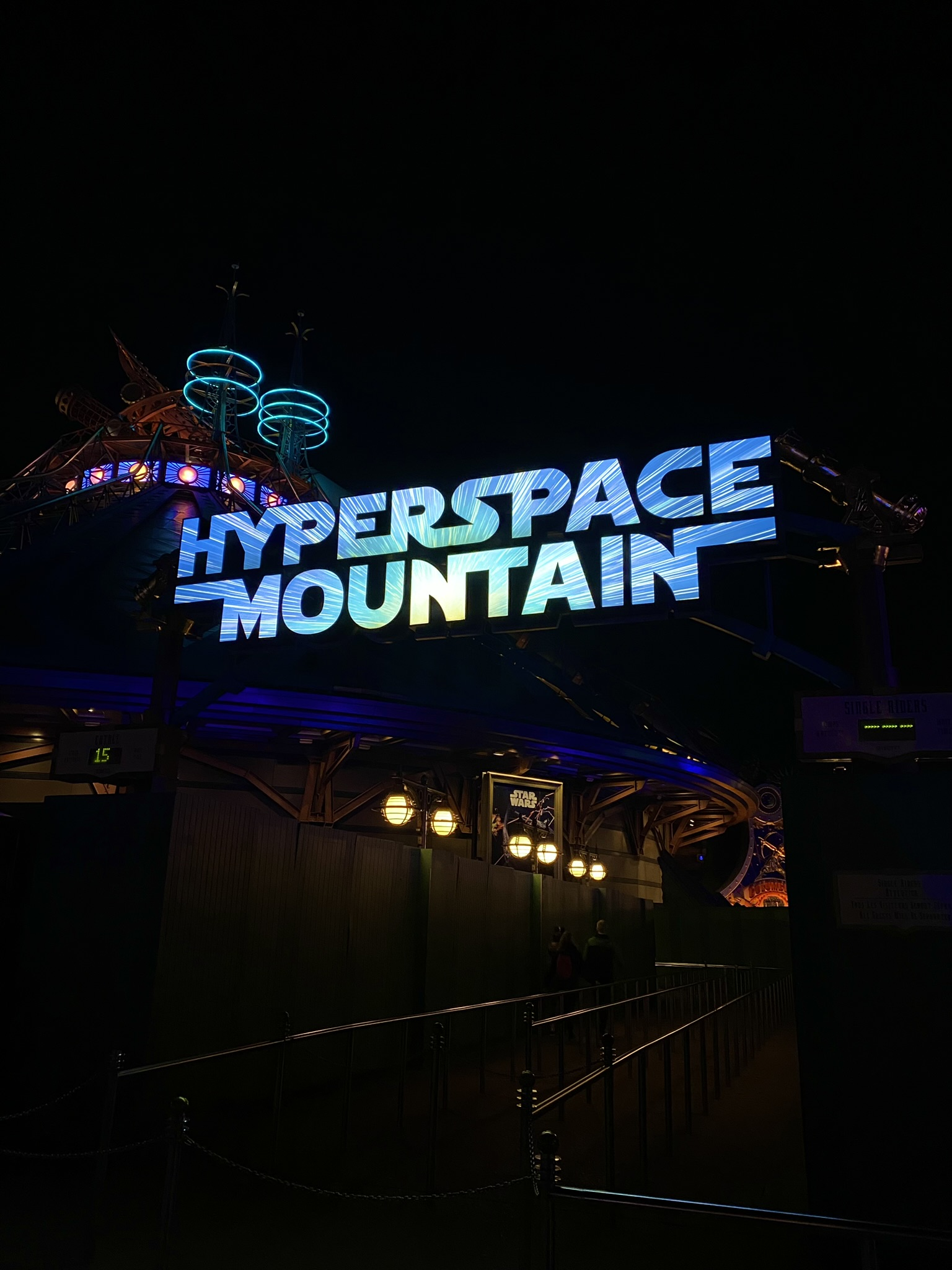
Entrada do Hyperspace Mountain

O Disneyland Park em Paris tem uma Tomorrowland com um conceito totalmente diferente, a Discoveryland. A cultura europeia foi usada de forma distinta no parque e a Discoveryland utiliza as idéias de famosos pensadores e exploradores europeus, como Leonardo da Vinci ou H. G. Wells, com destaque para Júlio Verne. Essa área foi fortemente inspirada no conceito abandonado da Discovery Bay da Disneyland, que ficaria na extremidade norte do Rivers of America do parque. Um exemplo de atração é a HyperSpace Mountain, uma montanha-russa fechada com tema do espaço sideral, com uma língua, que é um elemento de inversão, um saca-rolhas e objetos feitos para parecerem naves espaciais e asteroides.
Projetado arquitetonicamente usando a visão do futuro de Júlio Verne como inspiração, o local tem um layout muito diferente de seus antecessores. Muitos clássicos da Tomorrowland são apresentados na Discoveryland, como Autopia e Orbitron, alguns de forma alterada, mas a Space Mountain foi a que mais mudou. Seu tema é Steampunk/Clockpunk, com elementos de Raygun Gothic.

### História
Originalmente concebida como Discovery Mountain, ela foi proposta para abrigar mais de uma atração, incluindo uma versão aprimorada da Horizons do Epcot, um passeio Nautilus maior com um restaurante e um passeio de queda livre baseado na Journey to the Center of the Earth. Mas, devido a cortes orçamentários, foi inaugurado em 1995 como Space Mountain: De la Terre à la Lune. Ao lado do prédio do show da Space Mountain está a Nautilus Lagoon, com uma recriação do submarino Nautilus de 20.000 Léguas Submarinas.
A atração principal no dia da inauguração foi um filme Circle-Vision 360, intitulado Le Visionarium. A atração apresentava um excêntrico robô que viaja no tempo e seu assistente robótico, que levam Júlio Verne ao mundo de hoje, que é retratado como o futuro com o qual ele sonhou. A atração foi posteriormente exportada para o Magic Kingdom e para a Tokyo Disneyland.
A Space Mountain foi completamente reformada em 2005 para a Celebração Mais Feliz da Terra, com uma nova trilha sonora e efeitos especiais. A Buzz Lightyear Laser Blast foi inaugurada em 8 de abril de 2006, no antigo prédio do Le Visionarium, que fechou em setembro de 2004.

### Atrações e entretenimento
- Buzz Lightyear Laser Blast (2006–presente)
- Orbitron – Machines Volantes (1992–presente)
- Autopia (1992–presente)
- Les Mystères du Nautilus (1994–presente)
- Disneyland Railroad – Discoveryland Station (1992–presente)
- Discoveryland Theatre
  - Mickey et son Orchestre PhilharMagique – Mickey's PhilharMagic (2018–presente)
- Star Tours: L'Aventure Continue – Star Tours: The Adventures Continue (2017–presente)
- Hyperspace Mountain (2017–presente)
- Starport

### Antigas atrações e entretenimento
- Circle-Vision 360°:
  - Le Visionarium (1992–2004)
- Space Mountain: From Earth to the Moon (1995–2005)
- Discoveryland Theatre:
  - Honey, I Shrunk the Audience (1999–2010)
  - Captain EO (1992–1998; 2010–2015)
- Star Tours (1992–2016)
- Space Mountain Mission 2 (2005–2017)
- Le Café des Visionnaires
- Arcade Beta and Omega

### Restaurantes e lanchonetes
- Café Hyperion
- Cool Station
- Rocket Café

### Antigos restaurantes e lanchonetes
- Buzz Lightyear's Pizza Planet Restaurant

### Lojas
- Constellations
- Star Command Photographs
- Light Speed Photography
- Star Traders

## Hong Kong Disneyland

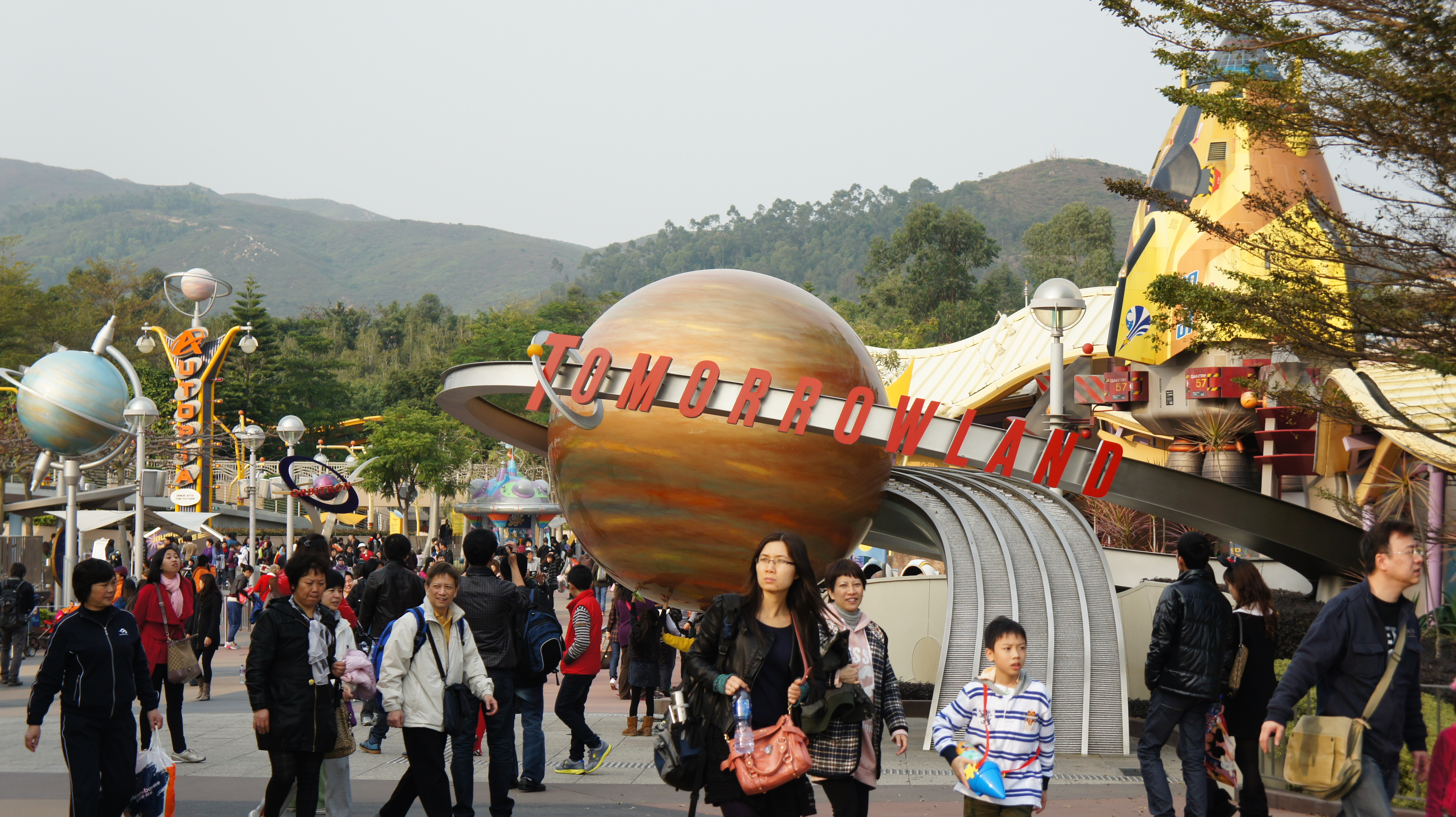
Entrada da Tomorrowland na Hong Kong Disneyland (2012)

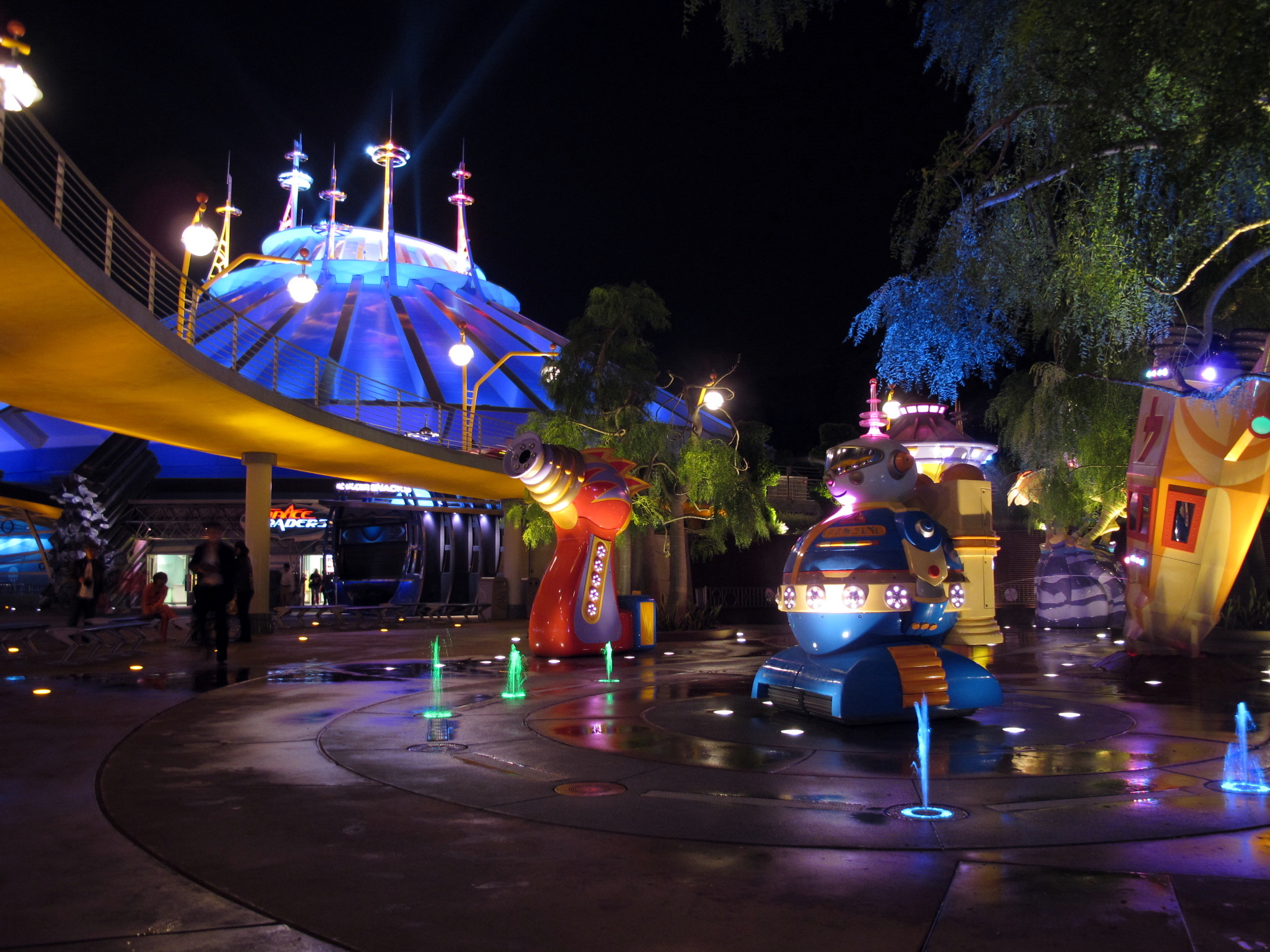
UFO Zone na Hong Kong Disneyland (2012)

Como as gerações mais recentes das Tomorrowlands americanas, a versão de Hong Kong dá ênfase ao acabamento metálico, com muitos tons de azul e roxo. Em agosto de 2014, a UFO Zone foi suspensa em preparação para a "Tomorrowland Party Zone", um palco como parte do "Disney's Haunted Halloween".
Como parte do evento "Star Wars: Tomorrowland Takeover" desde junho de 2016, as três primeiras atrações da expansão foram todas fechadas. Em 5 de abril, a UFO Zone foi fechada em preparação para o Jedi Training: Trials of the Temple, que estreou em 25 de junho. Em 2 de maio, o Stitch Encounter foi fechado e remodelado para "Star Wars: Command Post". Em 11 de junho, quando o evento começou, o Autopia foi fechado.
A partir de 2017, com a abertura da Stark Expo e da Iron Man Experience, a primeira atração da Disney baseada em uma propriedade da Marvel, parte da Tomorrowland será transformada em fases para se tornar a Stark Expo, como parte do enorme plano de expansão da Hong Kong Disneyland (2017-2026). A segunda fase verá a abertura do Ant-Man and the Wasp: Nano Battle! em março de 2019, ocupando o antigo edifício Buzz Lightyear Astro Blasters, que será transformado no Pavilhão de Ciência e Tecnologia da S.H.I.E.L.D.. A terceira e última fase será revelada em 2026 com a conclusão da área da Marvel e a abertura do planejado E-Ticket Avengers Quinjet, ocupando o local do antigo circuito Autopia. No entanto, após o anúncio, a Hong Kong Disneyland anunciou que as atrações se tornariam parte da Stark Expo como um novo terreno.

### Atrações e entretenimento
- Ant-Man and The Wasp: Nano Battle! (2019–presente)
- Hyperspace Mountain (2016–presente)
- Iron Man Experience (2017–presente)
  - Iron Man Tech Showcase – Presented by Stark Industries
- Orbitron (2005–presente)
- Tomorrowland Stage

### Antigas atrações e entretenimento
- Space Mountain (2005–2016)
  - Space Mountain: Ghost Galaxy (épocas de Halloween; 2007–2013)
- Muppet Mobile Lab (2008–2013)
- Autopia (2006–2016)
- Stitch Encounter (2006–2016)
- UFO Zone (2006–2016)
- Buzz Lightyear Astro Blasters (2005–2017)
- Tomorrowland Stage
  - Jedi Training: Trials of the Temple (2016–2021)
  - Calling All Heroes: Avengers and Heroes of Tomorrow Assemble! (2023)
- Star Wars: Command Post (2016–2021)

### Restaurantes e lanchonetes
- Comet Café (atualmente fechado)
- NRG POD
- Starliner Diner

### Antigos restaurantes e lanchonetes
- BB-8 Snack Cart
- Flying Saucer Snacks

### Lojas
- Expo Shop
- Space Traders
- Pavilion Gifts

### Antigas lojas
- Star Command Suppliers (2005–2017)

## Shanghai Disneyland
A Tomorrowland da Shanghai Disneyland é a mais nova, inaugurada com o resort em 16 de junho de 2016. Ao contrário das outras 5 Tomorrowlands do mundo, esta fica no lado esquerdo do parque, em vez de ficar no lado direito. Além disso, essa Tomorrowland não apresenta a Space Mountain e, em vez disso, apresenta a TRON Lightcycle Power Run. Em vez de uma atração clássica de foguetes giratórios, o parque de Xangai inclui uma atração de Jet Packs giratórios. Há uma nova versão da popular atração no escuro Buzz Lightyear da Disney, chamada Buzz Lightyear Planet Rescue, que utiliza uma nova tecnologia diferente das versões da atração localizadas em outros parques da Disney. O TRON Realm foi inaugurado em 20 de setembro de 2016, tornando-se a primeira expansão do parque.

### Atrações e entretenimento
- Avengers Training Initiative
- Buzz Lightyear Planet Rescue (2016–presente)
- Jet Packs (2016–presente)
- Space Chat With Stitch (2025–presente)
- TRON Lightcycle Power Run (2016–presente)
- TRON Realm
- Tomorrowland Pavilion
  - Pixar Adventurous Journey

### Antigas atrações e entretenimento
- Tomorrowland Pavilion
  - Star Wars Launch Bay (2016–2019)
  - Avatar: Explore Pandora (2022–2023)
- Stitch Encounter (2016–2025)

### Restaurantes e lanchonetes
- Star Trail Snacks
- Stargazer Grill

### Antigos restaurantes e lanchonetes
- Spiral Snacks

### Lojas
- Intergalactic Imports
- The Light Stuff
- Tomorrowland Pavilion Shop
- Power Supplies

### Antigas lojas
- Imperial Trading Station

## Na cultura popular

### Televisão
- Alguns episódios da série Antologia foram focados no Tomorrowland.
- Na série de televisão Mad Men, de 2007, o episódio "Tomorrowland" da quarta temporada se passa parcialmente na Disneyland e, em um determinado momento, Don Draper e Megan Calvet planejam as atrações da Disneyland que levarão os filhos de Draper para visitar, incluindo o Mr. Toad's Wild Ride.[26]
- Tomorrowland (com as atrações Mission to Mars, Space Mountain e Astro Orbitor) foi apresentado nos episódios do Mickey Mouse, "Space Walkies" e "Wish Upon a Coin".
- A série de televisão Miles from Tomorrowland, de 2015, é baseada em Tomorrowland, com foco em uma família que trabalha para a Tomorrowland Transit Authority a partir do Peoplemover do Magic Kingdom.[27][28]

### Filme
- Em Meet the Robinsons, 2 atrações clássicas, atuais e antigas são apresentadas na área do parque chamada Todayland: Rocket Jets e Space Mountain.
- O filme de 2015 Tomorrowland, do diretor Brad Bird, do roteirista Damon Lindelof e estrelado por George Clooney, apresenta um lugar em outra dimensão chamado Tomorrowland, que segue o padrão do parque temático como local homônimo e ponto de enredo.[29]

### Videogames
- No videogame Epic Mickey de 2010, uma área chamada Tomorrow City é inspirada em Tomorrowland.[30]
- No videogame Disney Infinity 3.0 de 2015, um pacote de discos de energia é baseado em Tomorrowland.[31][32]